# 莊寶
莊寶（英語：Ch'ng Poh，1939年6月15日—2023年2月28日），又名莊崇寶，祖籍福建，馬來西亞商人，於香港地產和珠寶業先驅。莊寶是「明輝發展有限公司」（中國光大控股有限公司(0165.HK)前身）創辦人及前主席。而三個女兒均是香港藝人。

## 生平
莊寶生於1939年6月15日，在1956年畢業於馬來西亞 High School Kelang，1956年至1957年到澳洲入讀寄宿學校 All Saints' College，繼而於1958年至1963年在新南威爾斯大學修讀建築學學士學位。他其後於1985年來到香港發展個人事業，在同一年，莊寶聯同倪少傑合組的寶源投資收購上市公司明輝發展（IHD Holdings）。但後來被人揭發串謀他人以「支票輪」方式，動用一億二千多萬元公款，協助自己收購六成明輝股權，結果遭到刑事起訴，在1994年判囚五年，後來上訴獲減刑至四年。

## 家庭成員
- 莊寶又名莊天生，1979年與電視演員江玉珠結婚[1]，婚後育有3女1子。
  - 長女莊鍶敏（1980年5月1日（45歲）[1]，前藝名莊思敏、莊嘉文）
  - 長子莊順勝（1982年2月13日（43歲）[1]）[5]
  - 次女莊思華（1987年2月15日（38歲）[1]，前藝名莊寧）
  - 三女莊思明（1987年2月15日（38歲）[1]，前藝名莊晴）

## 外部連結
- 中國光大控股和解協議
- 莊鍶敏 Deep in my heart